# Нурмагамбетова, Айжан Кабдуалиевна
Айжан (Айтжан) Кабдуалиевна Нурмагамбетова (каз. Айжан Қабдуалиқызы Нұрмағамбетова; 4 июля 1956, Сарыкольский район Костанайской области, КазССР, СССР) — советская и казахская эстрадная певица, Заслуженная артистка Республики Казахстан (1995).

## Биография
Родилась 4 июля 1956 года в Сарыкольском районе Костанайской области.
В 1983 году окончила факультет журналистики Казахского государственного университета им. С. М. Кирова, в 1985 году — Алма-Атинское Республиканское училище эстрадного циркового искусства по классу вокала.
В 2012 году окончила магистратуру факультета «искусство эстрады» Казахской Национальной академии искусств им. Темирбека Жургенова.
С 1985 по 1997 год — артистка Республиканского молодёжного эстрадного ансамбля «Гульдер».
С 1997 года по настоящее время — артистка РГКП «Государственная концертная организация „Казахконцерт“».

## Творчество

### Избранные песни
- каз. «Бақыт деген» (муз: Б. Жумалин, сл: М. Макатаев)
- каз. «Мен деп ойла» (муз: Т. Мухамеджанов, сл: М. Макатаев)
- каз. «Шилі өзен» (муз: М. Садибеков, сл: С. Оспанов)
- каз. «Туған ел» (муз: Р. Кара, сл: Т. Шапай)
- каз. «Сарыарқа» (муз: А. Коразбаев, сл: Н.Назарбаев))
- каз. «Қайдасың» (муз: Б. Оралбеков, сл: А. Ондасынов)
- каз. «Айналайын сахна» (муз: В. Питерцев, с: Ш. Сариев)
- каз. «Жан әке» (муз: В. Питерцев, сл: Ш. Сариев)
- каз. «Аяулы ана» (муз: Б. Жумалин, сл: Б. Оралов)
- каз. «Махаббат әуені» (муз: Б.Оралбеков, сл: И. Иса)
- каз. «Сахна – менің өмірім» (муз: Б.Оралбеков, cл: А. Асылбек)
- «Мой Казахстан» (муз: Ю. Лебедева, сл: Е. Нурмагамбетов)
- «Назови меня самой любимой» (муз. и сл.: А. Шевченко)
- «Наслаждение» (муз. и сл.: С. Сморгов) и др.

## Награды и звания
- Лауреат ХII Всемирного Фестиваля молодёжи и студентов в г. Москва (1985)
- Заслуженная артистка Республики Казахстан — за заслуги в развитии казахского песенного искусства. (1995)
- Медаль «Ерен еңбегі үшін» (За трудовое отличие)
- Медаль «10 лет Астане» (2008)
- Медаль «20 лет независимости Республики Казахстан» (2011)
- Лауреат Национальной премии «Алтын Жүрек» (2011) и др.
- 2021 (2 декабря) — Орден «Курмет»;